# دفن زباله‌های خیابان کشاورزی
دفن زباله‌های خیابان کشاورزی (به انگلیسی: Agriculture Street Landfill) یک منطقهٔ مسکونی در ایالات متحده آمریکا است که در لوئیزیانا واقع شده‌است.